# 2005年のJリーグ ディビジョン2
- 日本プロサッカーリーグ  > Jリーグ ディビジョン2 > 2005年のJリーグ ディビジョン2
- 2005年のスポーツ  >  2005年のサッカー  >  2005年のJリーグ  > 2005年のJリーグ ディビジョン2

この項目では、2005年シーズンのJリーグ ディビジョン2（J2）について述べる。

## 2005年シーズンのJ2のクラブ
2005年シーズンのJ2リーグのクラブは以下の通りである。J1のエクスパンションに伴い前シーズンからの降格クラブは無い一方で、ザスパ草津と徳島ヴォルティスが日本フットボールリーグから昇格、新しくJリーグに参加した。これにより関東地方には栃木県以外Jリーグのチームが参加したことになる。
※前年度成績=特記なきものは2004年J2のもの
| チーム名           | 監督     | 所在 都道府県 | ホームスタジアム                           | 前年成績 |
| ------------------ | -------- | ------------- | ------------------------------------------ | -------- |
| コンサドーレ札幌   | 柳下正明 | 北海道        | 札幌ドーム 札幌厚別公園競技場              | 12位     |
| ベガルタ仙台       | 都並敏史 | 宮城県        | 仙台スタジアム                             | 6位      |
| モンテディオ山形   | 鈴木淳   | 山形県        | 山形県総合運動公園陸上競技場               | 4位      |
| 水戸ホーリーホック | 前田秀樹 | 茨城県        | 笠松運動公園陸上競技場                     | 9位      |
| ザスパ草津         | 手塚聡   | 群馬県        | 群馬県立敷島公園県営陸上競技場             | JFL3位   |
| 横浜FC             | 足達勇輔 | 神奈川県      | 三ツ沢公園球技場                           | 8位      |
| 湘南ベルマーレ     | 上田栄治 | 神奈川県      | 平塚競技場                                 | 10位     |
| ヴァンフォーレ甲府 | 大木武   | 山梨県        | 山梨県小瀬スポーツ公園陸上競技場           | 7位      |
| 京都パープルサンガ | 柱谷幸一 | 京都府        | 京都市西京極総合運動公園陸上競技場兼球技場 | 5位      |
| 徳島ヴォルティス   | 田中真二 | 徳島県        | 徳島県鳴門総合運動公園陸上競技場           | JFL 1位  |
| アビスパ福岡       | 松田浩   | 福岡県        | 東平尾公園博多の森球技場                   | 3位      |
| サガン鳥栖         | 松本育夫 | 佐賀県        | 鳥栖スタジアム                             | 11位     |

## レギュレーション
前シーズンと変わらず、12チームによる4回戦総当たり（各チーム44試合）の勝ち点により順位を争う。上位2クラブがJ1自動昇格となり、3位がJ1の16位とJ1・J2入れ替え戦に臨む。

## スケジュール
3月5日開幕・12月3日閉幕のスケジュールで行われた。国際大会のスケジュールに合わせた大きなインターバルは設けられなかった。

## リーグ概要
リーグ開幕早々から、京都が他のクラブをリード、札幌、仙台、山形、湘南、甲府、福岡、鳥栖が追いかける展開となった。この内湘南と鳥栖は前シーズンまでの不振を忘れさせるような活躍を見せ、特に鳥栖は一時期2位につけ、サッカーファンを非常に驚かせた。しかし地力で劣るこの2つのクラブはリーグ中盤以降失速。J1昇格への残る2つのイスを札幌、仙台、山形、甲府、福岡で争う事になった。
第4クールに入るとこの内、福岡が他を一歩リードして2位の座を固め始め、残る入れ替え戦に賭ける枠を札幌、仙台、山形、甲府で争う図式となった。仙台、甲府が最終節まで3位に入る可能性を残していたが、最終節で仙台が福岡に引き分けたのに対し、甲府が京都に勝利、前節まで4位だった順位を逆転して入れ替え戦に臨む事になった。
このシーズンからJリーグに参加した草津、徳島は、徳島が前シーズンまでのクラブ編成を大きく見直して、一桁の順位に付けたのに対して、前シーズンとほぼ同じクラブ編成でJリーグ1年目に臨んだ草津は、最下位に沈んだ。
なお草津は本来草津町がホームタウンであったが、草津町にJリーグ基準を満たすサッカー場がないため、名目上は「草津町・前橋市を中心とする群馬県全県」でホームタウンを設定したが、実質前橋市に移転した。また本拠地の群馬県立敷島公園県営陸上競技場がピッチの芝生張替えやスタンド改修のため前半戦（6月）まで使用できず、暫定として隣接する群馬県立敷島公園サッカー・ラグビー場 を本拠地とした。

## 順位表
| 順 | チーム                     | 試 | 勝 | 分 | 敗 | 得 | 失 | 差  | 点 | 出場権または降格      |
| -- | -------------------------- | -- | -- | -- | -- | -- | -- | --- | -- | --------------------- |
| 1  | 京都パープルサンガ (C) (P) | 44 | 30 | 7  | 7  | 89 | 40 | +49 | 97 | J1 2006へ昇格         |
| 2  | アビスパ福岡 (P)           | 44 | 21 | 15 | 8  | 72 | 43 | +29 | 78 | J1 2006へ昇格         |
| 3  | ヴァンフォーレ甲府 (P)     | 44 | 19 | 12 | 13 | 78 | 64 | +14 | 69 | J1・J2入れ替え戦 2005 |
| 4  | ベガルタ仙台               | 44 | 19 | 11 | 14 | 66 | 47 | +19 | 68 |                       |
| 5  | モンテディオ山形           | 44 | 16 | 16 | 12 | 54 | 45 | +9  | 64 |                       |
| 6  | コンサドーレ札幌           | 44 | 17 | 12 | 15 | 54 | 57 | −3  | 63 |                       |
| 7  | 湘南ベルマーレ             | 44 | 13 | 15 | 16 | 46 | 59 | −13 | 54 |                       |
| 8  | サガン鳥栖                 | 44 | 14 | 10 | 20 | 58 | 58 | 0   | 52 |                       |
| 9  | 徳島ヴォルティス           | 44 | 12 | 16 | 16 | 60 | 76 | −16 | 52 |                       |
| 10 | 水戸ホーリーホック         | 44 | 13 | 13 | 18 | 41 | 57 | −16 | 52 |                       |
| 11 | 横浜FC                     | 44 | 10 | 15 | 19 | 48 | 64 | −16 | 45 |                       |
| 12 | ザスパ草津                 | 44 | 5  | 8  | 31 | 26 | 82 | −56 | 23 |                       |

最終更新は2005年12月3日の試合終了時
出典: J.League Data Site
順位の決定基準: 1. 勝点; 2. 得失点差; 3. 得点数.

## 得点順位表
| 順位   | 選手         | 所属               | 得点 |
| ------ | ------------ | ------------------ | ---- |
| 得点王 | パウリーニョ | 京都パープルサンガ | 22   |
| 2      | バレー       | ヴァンフォーレ甲府 | 21   |
| 3      | グラウシオ   | アビスパ福岡       | 18   |
| T4     | 長谷川太郎   | ヴァンフォーレ甲府 | 17   |
| T4     | 新居辰基     | サガン鳥栖         | 17   |
| T6     | 柿本倫明     | 湘南ベルマーレ     | 15   |
| T6     | アレモン     | 京都パープルサンガ | 15   |
| T6     | 鈴木孝明     | サガン鳥栖         | 15   |
| 9      | バロン       | ベガルタ仙台       | 14   |
| 10     | シュウェンク | ベガルタ仙台       | 13   |

2005年12月3日

出典: J. League Data